# Pleopeltis megalolepis
Pleopeltis megalolepis är en stensöteväxtart som först beskrevs av William Ralph Maxon och C. V. Morton, och fick sitt nu gällande namn av Alan Reid Smith. Pleopeltis megalolepis ingår i släktet Pleopeltis och familjen Polypodiaceae. Inga underarter finns listade.